# Jakob Prandtauer

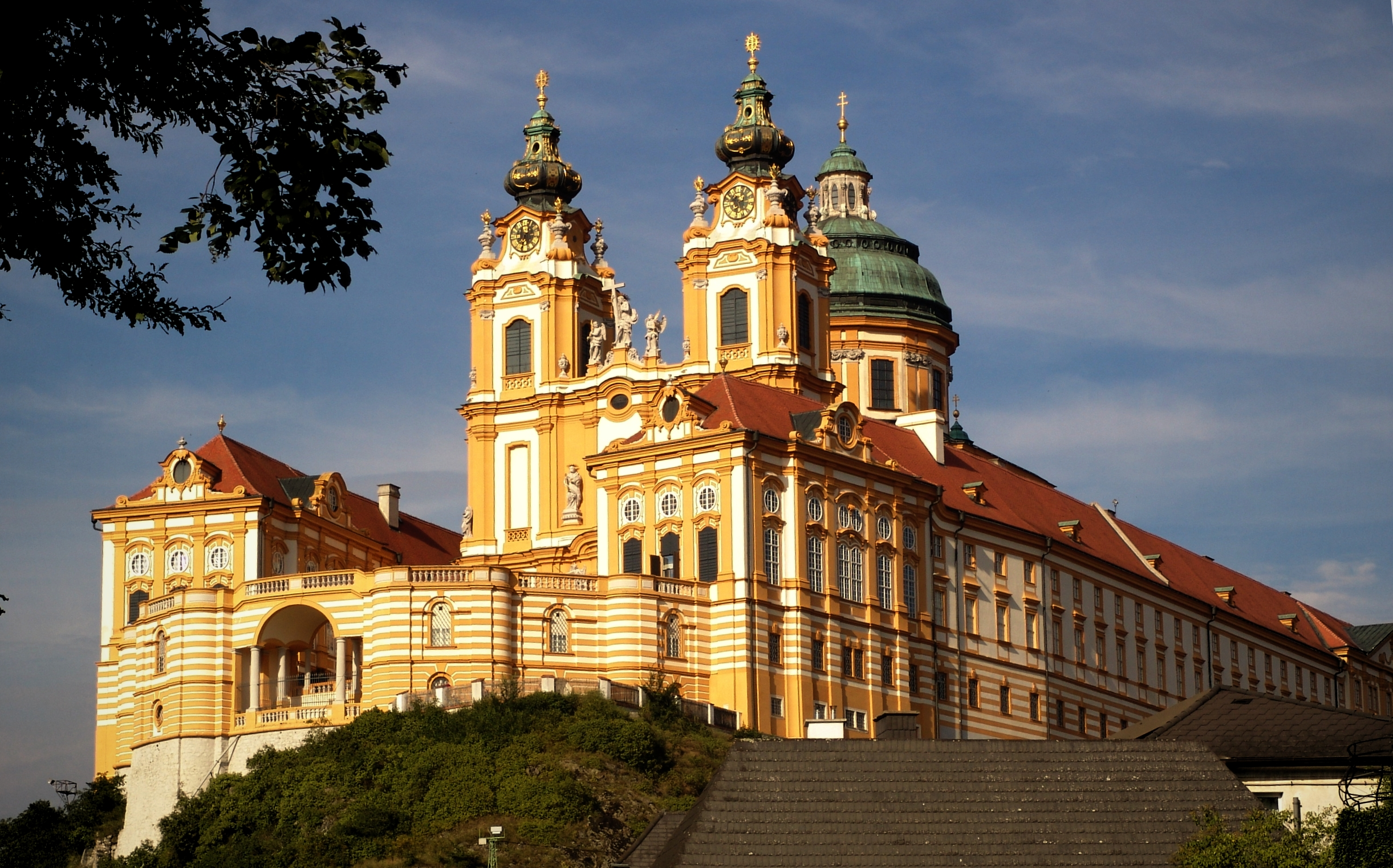
Opactwo Benedyktynów w Melku

Jakob Prandtauer  (ur. 1660 w Stanz bei Landeck, zm. 16 września 1726 w St. Pölten) – austriacki architekt epoki baroku. 

## Życiorys
Pochodził z rodziny chłopskiej, kształcił się na kamieniarza, ostatecznie jednak zajął się architekturą. Znany jest przede wszystkim jako autor projektu Opactwa Benedyktynów w Melku (Dolna Austria), perły austriackiej barokowej architektury sakralnej. Cenionym architektem i kontynuatorem dzieła Prandtauera był jego siostrzeniec – Joseph Munggenast.
W Stanz bei Landeck zachował się dom rodzinny architekta – obecnie zajazd (Gasthof zum Löwen).